# Pauline von Metternich

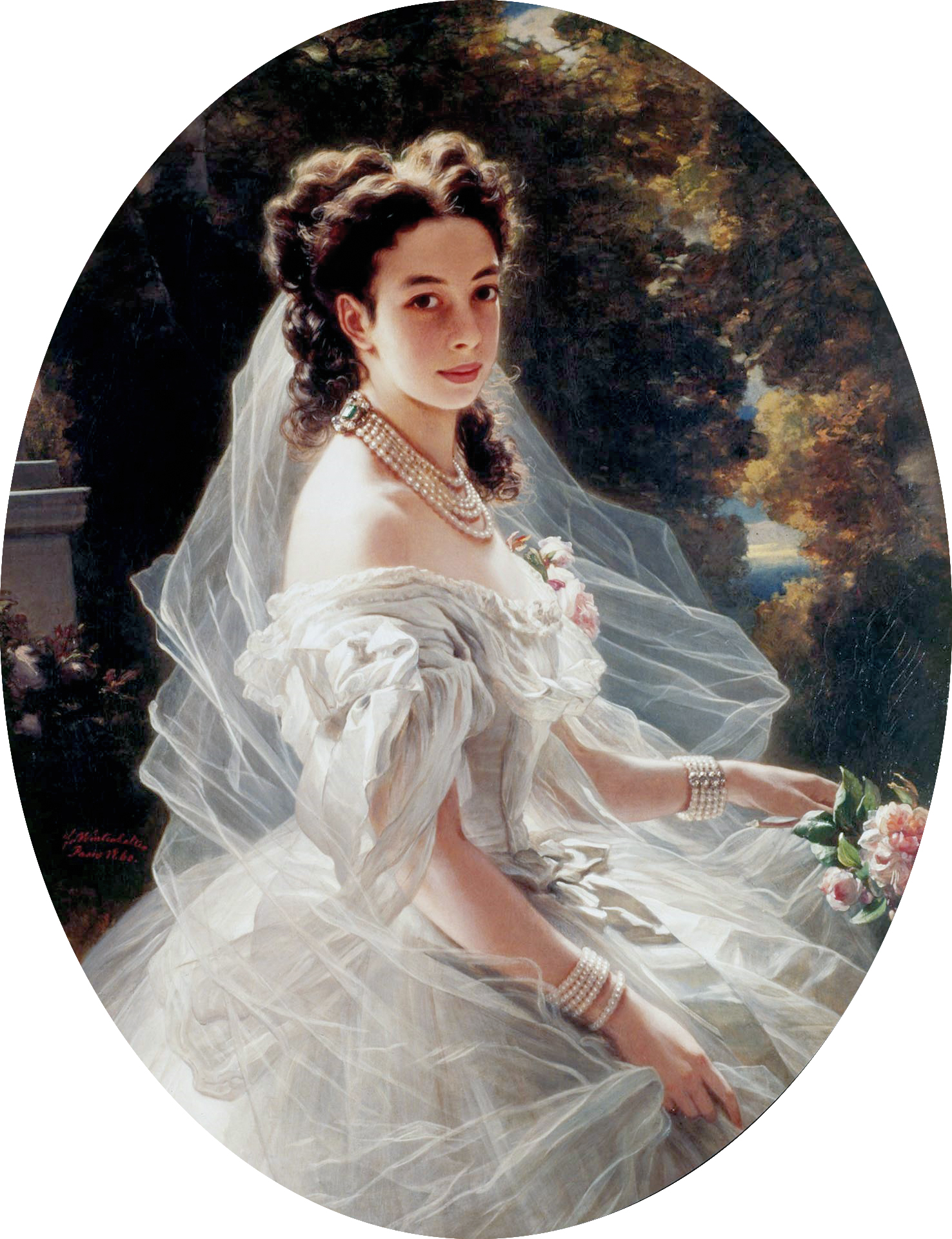
Prinses Metternich in tule van Worth

Pauline von Metternich, (25 februari 1836 in Wenen - 28 september 1921 in Wenen), voluit Clementine Marie Walburga Fürstin von Metternich-Winneburg zu Beilstein geheten, werd als gravin Sándor von Szlavnicza geboren. Zij was de kleindochter én de schoondochter van de Oostenrijkse kanselier Klemens Wenzel Lothar von Metternich (1773–1859). Deze dame, die vooral als echtgenote van de Oostenrijkse ambassadeur in Dresden en later in Parijs, de tussen 1859 en 1871 in Parijs geaccrediteerde Richard Klemens Fürst Metternich (1829–1895) bekend werd, werd gevierd als een van de mooiste vrouwen van Europa.
Pauline en Richard von Metternich kregen drie dochters:
- Sophie Prinzessin von Metternich-Winneburg (1857–1941)
- Antoinette Pascalina Prinzessin Metternich-Sándor von Winneburg (1862–1890)
- Klementine Marie Prinzessin Metternich-Sándor von Winneburg (1870–1963)

Pauline von Metternich stond bekend als een opvallend mooie en levendige vrouw. Zij maakte in Parijs de opvoering van Tannhäuser van Richard Wagner mogelijk, introduceerde de couturier Worth bij de Franse keizerin Eugénie en deed veel aan liefdadigheid. Haar brouille met de Oostenrijkse keizerin Elisabeth (Sisi) was in brede kringen bekend.
Pauline von Metternich werd door de schilders Franz Xaver Winterhalter, Edgar Degas en Eugène Boudin geschilderd.
Pauline von Metternich schreef twee boeken:
- Feuerwerk. Das Paris Napoleon III. Amalthea Verlag, Wien 1989, ISBN 3-85002-113-0.
- Erinnerungen. Ueberreuter, Wien 1988, ISBN 3-8000-3263-5.